# Guardians of the Galaxy Vol. 2
Guardians of the Galaxy Vol. 2 er en amerikansk sci-fi-/action-/eventyrfilm fra 2017, instrueret af James Gunn, med Chris Pratt, Zoe Saldana, Dave Bautista, Bradley Cooper, Vin Diesel og Michael Rooker i hovedrollerne.

## Medvirkende
- Chris Pratt som Peter Quill / Star-Lord
- Zoe Saldana som Gamora
- Vin Diesel som Baby Groot (stemme)
- Bradley Cooper som Rocket (stemme)
- Dave Bautista som Drax the Destroyer
- Michael Rooker som Yondu Udonta
- Karen Gillan som Nebula
- Kurt Russell som Ego
- Sylvester Stallone som Stakar
- Pom Klementieff som Mantis
- Elizabeth Debicki som Ayesha
- Chris Sullivan som Taserface
- Glenn Close som Irani Rael